# إيبيروموريسية
خطأ لوا في وحدة:Navbar على السطر 58: عنوان غير صحيح العصر الحجري القديم.

الإيبيروموريسية أو الأوشتاتيون (بالإنجليزية: Ibero-Maurusian)‏ هي حضارة أثرية تطورت فيما يعرف بالمغرب الكبير الحالي في الفترة بين العصر الحجري القديم العلوي والعصر الحجري الوسيط حوالي 20.000 إلى 10.000 سنة قبل الحاضر.

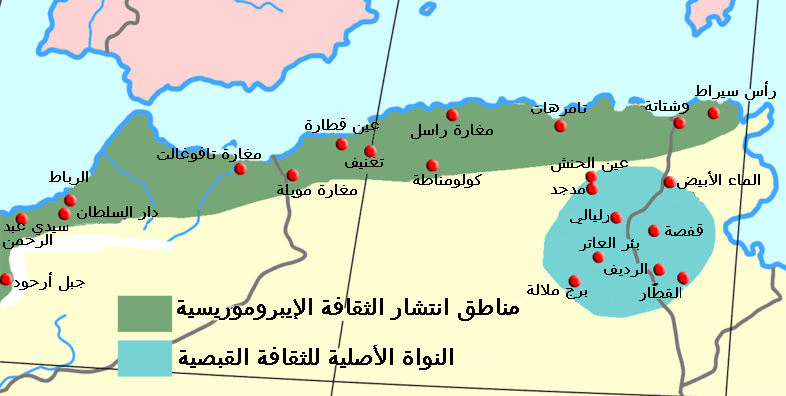
امتداد الحضارة الإيبيروموريسية (بالأخضر).

## تاريخ
تعتبر التسمية «ايبيروموريسية» والتي تعني ايبيرو أي شبه الجزيرة الإيبيرية (اسبانيا والبرتغال) وموريسية من اصل «مور». هذه التسمية التي اطلقها أحد الباحثين الفرنسيين (بول بالاري) في 1909، تسمية خاطئة لاعتقاده في بداية القرن العشرين بوجود ارتباط لهذه الحضارة مع الجزيرة الايبيرية. ويعتبر «انسان تافوغالت» أحد أبرز البشر المكتشفين المنتمين لهذه الحضارة.

## وصلات خارجية
- * Diversité mitochondriale de la population de Taforalt(12.000 ans BP – Maroc), Kéfi at al 2005